# Georgios Averof
Georgios Averof je pancéřový křižník řeckého námořnictva třídy Pisa. Ve službě v první linii byl v letech 1911–1952. Později byl využíván jako cvičný hulk a od roku 1986 je z něj muzejní loď. Je to jediný dochovaný pancéřový křižník. Každoročně jej navštíví více než 60 000 lidí.

## Stavba

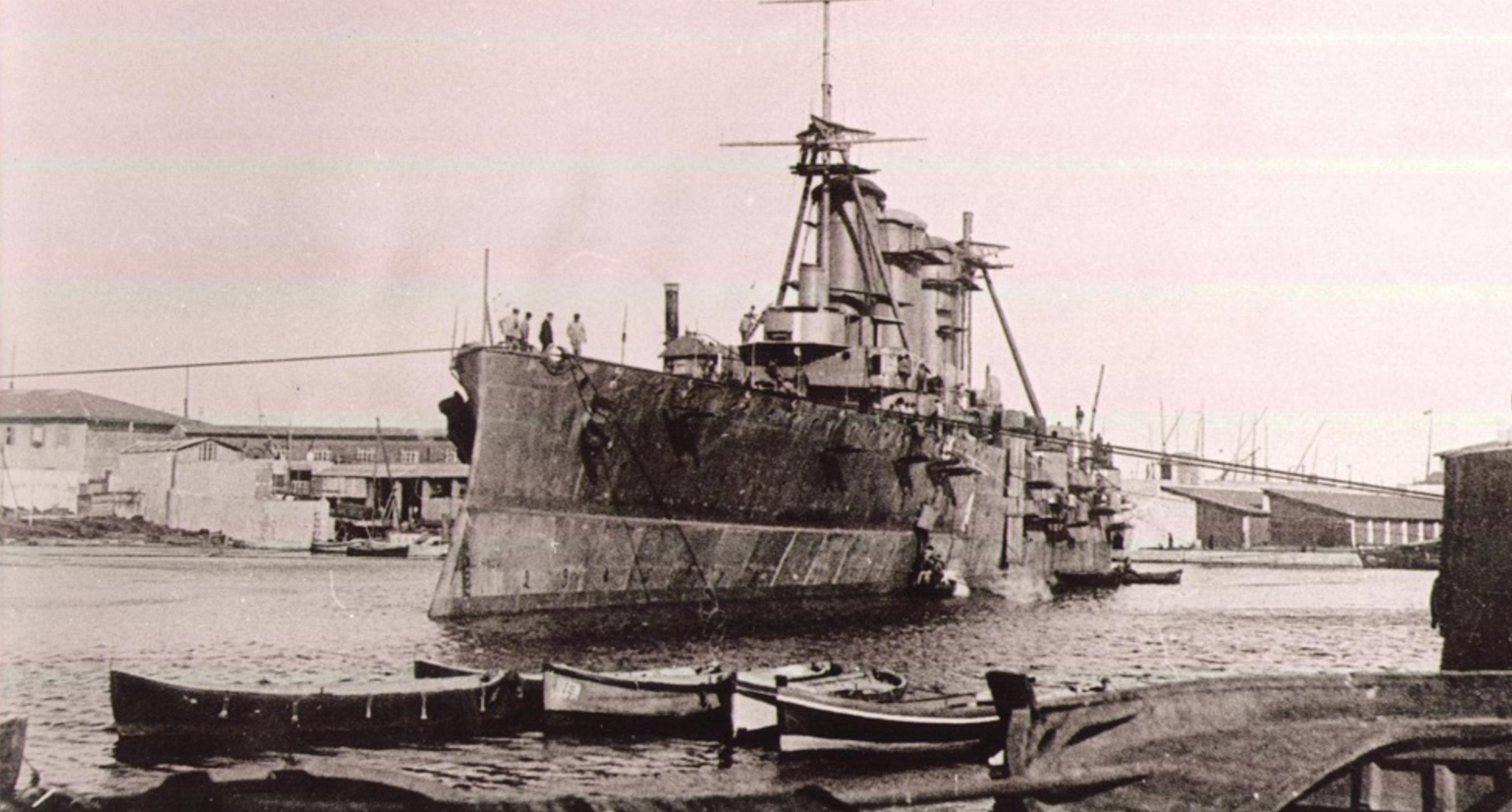
Georgios Averof roku 1910 během dokončování v loděnici

Křižník Georgios Averof byl pojmenován na počest podnikatele Jorgose Averoffa (1815–1899), jehož potomci uhradili čtvrtinu nákladů na jeho pořízení. Postavila jej italská loděnice Cantiere navale fratelli Orlando v Livornu. Stavba byla zahájena roku 1907, dne 12. března 1910 byl spuštěn na vodu a do služby byl přijat 16. května 1911.

## Konstrukce
Hlavní výzbroj tvořily čtyři 234mm kanóny ve dvouhlavňových věžích, které doplňovalo dalších osm těžkých děl ráže 190 mm v dvoudělových věžích na bocích trupu. Lodě dále nesly šestnáct 76mm kanónů, čtyři 47mm kanóny a tři 450mm torpédomety. Pohon obstarávaly dva parní stroje s trojnásobnou expanzí, kterým páru dodávalo 22 kotlů typu Belleville. Lodní šrouby byly dva. Nejvyšší rychlost dosahovala 22,5 uzlu.

## Služba

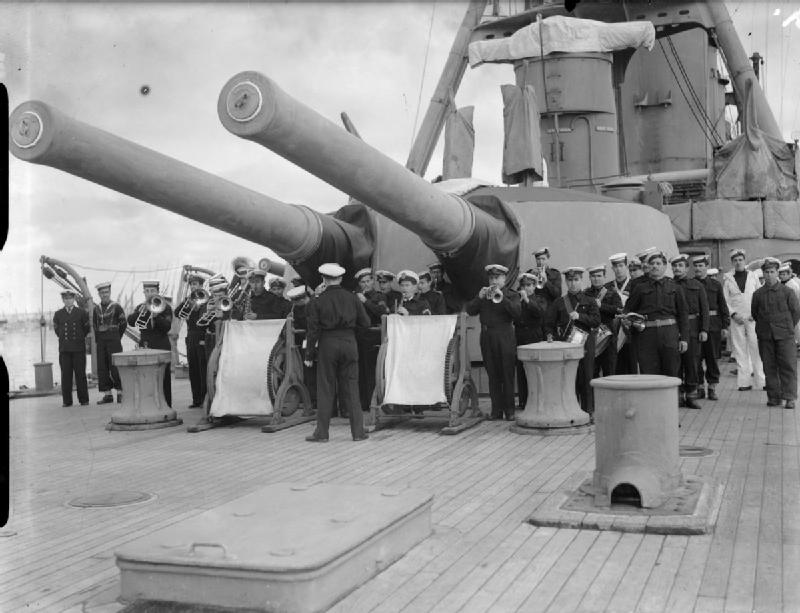
Georgios Averof za druhé světové války

V roce 1912 vypukla první balkánská válka, ve které se Řecko střetlo s Osmanskou říši. Pod vedením kontradmirála Pavlose Kountouriotise, jehož vlajkovou lodí byl Georgios Averof, Řekové zvítězili v bitvách u Elii a Lemnosu.
Georgios Averof byl dále nasazen v první světové válce v letech 1917–1918 a v řecko-turecké válce v letech 1919–1922. V letech 1925–1927 byl ve Francii modernizován. Nasazen byl také ve druhé světové válce. Po německé invazi do Řecka se lodi podařilo uniknout do Alexandrie. V dalším průběhu války sloužila zejména při doprovodu konvojů.
V roce 1952 byl křižník vyřazen z první linie, byl využíván k výcviku a jako plovoucí kasárna. Od roku 1986 je přístupný jako plovoucí muzeum. Nachází se ve Faliro, které je součástí Athén.